# بورتون إم. فيلد
بورتون إم. فيلد (بالإنجليزية: Burton M. Field)‏ هو ضابط أمريكي، ولد في 1957.